# Magnum (groupe)
Pour les articles homonymes, voir Magnum.
Magnum est un groupe de rock progressif britannique, originaire de Birmingham, en Angleterre. Crée en 1972, il est connus du public à partir de 1978,  l'année de sortie de son premier album, Kingdom of Madness. Au cours du temps, la composition du groupe évolue plusieurs fois mais les deux leaders emblématiques du groupe, le chanteur Bob Catley et le compositeur, guitariste et fondateur Tony Clarkin en sont les membres permanent.

## Biographie

### Débuts (1972–1978)
Magnum devient un house band du club de nuit le Rum Runner, situé à Birmingham (plus tard résidence de Duran Duran). Le batteur Kex Gorin et le bassiste Bob Doyle se joignent à Clarkin et Catley. La formation reste la même jusqu'en 1972, après l'arrivée de Les Kitcheridge à la guitare. Bob Doyle quitte Magnum en 1972 et se joint à Wizzard, et est remplacé par le bassiste Dave Morgan (Uglys et Balls) (plus tard membre des ELO).
Ils développent leur propre style en jouant des morceaux de Clarkin au Railway Inn, Curzon Street, à Birmingham, en 1976. En 1975, Clarkin et Dave Morgan reçoivent une offre de Kim Holmes pour les aider à la construction d'un studio, plutôt que de payer en liquide, Clarkin ayant demandé d'être payé pour jouer en studio. Pendant les sessions Nest, au moins deux morceaux sont écrits par Dave Morgan (et chantés par Bob Catley) sont enregistrés mais jamais publiés. Les titres sont Baby I Need et One More Round the Bend, qui feront surface en disque en 2005,
Un contrat avec CBS est arrangé par le producteur Roger Greenaway, et le groupe enregistre une reprise de Sweets for My Sweet du groupe The Searchers en février 1975 ; mais il n'atteint pas les charts. Le chant est laissé à Morgan, qui quittera le groupe peu après, et sera remplacé par Colin « Wally » Lowe. 

### Jet Records (1978–1984)
Le premier album de Magnum, Kingdom of Madness, est publié au label Jet Records à la fin 1978 et atteint la 58e place des charts britanniques ; il est classé 5 étoiles par Geoff Barton de Sounds Magazine. Ils jouent au Royaume-Uni entre octobre et novembre 1978, en soutien à Whitesnake. Leo Lyons, ex-bassiste de Ten Years After, produira l'album qui suit, Magnum II, qui sortira en 1979. Une autre tournée est organisée en novembre 1979, avec cette fois Blue Öyster Cult. Un set live, Marauder, est publié comme album et atteint la 34e place au Royaume-Uni et un double single live (Live at the Marquee, dont Invasion) atteint la 48e place de l'UK Singles Chart. Bailey part et est temporairement remplacé par Grenville Harding pendant la tournée du groupe avec Def Leppard en mars.
Leur premier album à succès est Chase the Dragon (1982) produit par Jeff Glixman, qui atteint localement la 17e place et comprend divers morceaux issus de leur sets live comme Soldier of the Line, Sacred Hour et The Spirit. Glixman, connu pour ses travaux avec Kansas, participe à sa réalisation. Ils jouent en soutien à l'album en février avec Krokus à leur tournée One Vice at a Time. Magnum et Jet Records se séparent, Kex Gorin est remplacé par Jim Simpson et Stanway prend du temps hors du groupe.

### Apogée et séparation (1985–2000)
Stanway revient dans le groupe en 1984, et ils tournent au Royaume-Uni en janvier 1985. Magnum signe un contrat avec FM Records, et sort On a Storyteller's Night, qui comprend une reprise de Rodney Matthews. Il atteint localement la 24e place et lance le groupe en Europe.
Avec le succès de On a Storyteller's Night, Keith peut négocier avec une major (Polydor Records), et embarque dans le fameux festival Monsters of Rock au Castle Donington en août 1985, avec Bon Jovi, Metallica, Marillion et les têtes d'affiches ZZ Top. L'album suivant, Vigilante, voit l'arrivée d'un nouveau batteur, Mickey Barker.
Magnum jouit du succès avec l'album Wings of Heaven (5e localement). Trois singles de Wings of Heaven atteignent le UK Top 40 et le groupe apparait au Top of the Pops avec Start Talking Love.
Le groupe part pour Los Angeles afin d'enregistrer l'album Goodnight L.A., qui atteindra la neuvième place au Royaume-Uni. Le groupe joue au Arena Festival de Berlin, puis en Europe en septembre 1990. Ils tournent de nouveau en novembre. Après l'accueil chaleureux de Goodnight L.A, Magnum se sépare de Polydor. Ils publient l'album live The Spirit en 1991 et tourne encore en Europe en son soutien. S'ensuivent les albums en studio Sleepwalking, Keep The Nite Light Burning et Rock Art, sortis respectivement chez Music for Nations en 1992, chez Jet Records en 1993 et chez EMI en 1994. En 1995, après avoir été à son apogée pendant dix ans, le groupe se sépare.

### Retour et suites (depuis 2001)
Finalement, Clarkin et Catley relancent Magnum avec l'album Breath of Life en 2002 chez SPV, accompagné d'une tournée britannique en décembre. Ils sont rejoints par Stanway, et l'ex-bassiste des Hard Rain, Al Barrow. Ils enregistrent l'album sans batteur, avant l'arrivée de Harry James. Puis ils apparaissent vers 2004 au Bang Your Head !!!, au Lorca Rock Festival en Espagne et en Europe en décembre.
En 2005, le batteur Kex Gorin est diagnostiqué d'un cancer des reins. Gorin se fera retirer l'un de ses reins et sera sous traitement aux stéroïdes, mais mourra de la maladie le 21 décembre 2007. Magnum entreprend une tournée britannique spéciale 20 ans de Wings of Heaven en novembre 2007. Ces shows sont enregistrés pour la sortie de l'album live Wings of Heaven Live en mars 2008.
En 2007, Magnum joue un concert privé au Robin 2 de Bilston, Wolverhampton. Le 15 juin 2009, ils publient Into the Valley of the Moonking chez SPV.
En 2010 sort la compilation/best-of The Gathering, chez Universal/Sanctuary. L'album qui suit, The Visitation, sort en 2011. Le groupe tourne en son soutien. Après avoir sorti et tourné en soutien à l'album On the 13th Day, Magnum annonce le retour de Tony Clarkin au studio le 4 avril 2013. Leur nouvel album, Escape from the Shadow Garden, fait participer Rodney Matthews à la réalisation de la couverture.
En décembre 2016, Mark Stanway quitte le groupe et est remplacé par Rick Benton. Ce dernier devient membre officiel en janvier 2017. L'album Lost on the Road to Eternity sort en janvier 2018.
Le guitariste Tony Clarkin meurt le 7 janvier 2024. Here Comes the Rain, le vingt-troisième album du groupe, sort cinq jours après, le 12 janvier. Deux mois après, le chanteur Robert Catley annonce la fin de Magnum (voir le même article en anglais).

## Membres

### Membres actuels
- Bob Catley - chant (1972–1995, depuis 2001)
- Tony Clarkin - guitare (1972–1995, depuis 2001) (décédé le 7 janvier 2024)
- Al Barrow - basse (depuis 2011)
- Harry James - batterie (2002-2005, depuis 2007)
- Rick Benton - claviers (depuis 2016)

### Anciens membres
- Kex Gorin - batterie, percussions (1972-1984)
- Bob Doyle - basse (1972-1972)
- Dave Morgan - basse, chant (1972-1975)
- Colin « Wally » Lowe - basse, chant (1975-1995)
- Richard Bailey - clavier, flûte, chant (1976-1980)
- Mark Stanway - clavier (1980-1984, 1985-1995, 2001-2016)
- Jim Simpson - batterie, percussions (1984-1995)
- Mickey Barker - batterie, percussions (1985-1995)
- Jimmy Copley - batterie, percussions (2005-2007)

## Discographie

### Albums studio
- 1978 : Kingdom Of Madness (réédité avec des titres en plus en 2005 par Sanctuary Records)
- 1979 : Magnum II (réédité avec des titres en plus en 2005 par Sanctuary Records)
- 1982 : Chase the Dragon (réédité avec des titres en plus en 2005 par Sanctuary Records)
- 1983 : The Eleventh Hour (réédité avec des titres en plus en 2005 par Sanctuary Records)
- 1985 : On A Storyteller's Night (réédité en double CD en 2010 par Sanctuary Records pour le 25e anniversaire)
- 1986 : Vigilante
- 1988 : Wings Of Heaven
- 1990 : Goodnight L.A.
- 1992 : Sleepwalking
- 1993 : Keeping the Night Lite Burning
- 1994 : Rock Art
- 2002 : Breath of Life (12 titres + 3 titres non crédités : The Flood (Red cloud's war) et Backstreet Kid en concert et We all Need to be Loved en version acoustique)
- 2004 : Brand New Morning
- 2007 : Princess Alice And The Broken Arrow (la première édition comporte un DVD)
- 2009 : Into The Valley Of The Moonking (existe avec un DVD - archives de concert et textes des chansons)
- 2011 : The Visitation (existe avec un DVD - titres en concert et un inédit en studio)
- 2012 : On the 13th day (existe en version double - inédit, versions acoustique et live)
- 2014 : Escape from the shadow garden
- 2016 : Sacred Blood Divine Lies
- 2018 : Lost on the road to Eternity
- 2020 : The Serpent Ring
- 2022 : The Monster Roars
- 2024 : Here comes the Rain

### Albums Live
- 1980 : Marauder (live) (réédité avec des titres en plus en 2005 par Sanctuary Records)
- 1991 : The Spirit (live)
- 1995 : Keeping the Night Lite Burning (acoustic)
- 1996 : The Last Dance (live)
- 1997 : Stronghold (live)
- 1999 : Invasion (live 1982-1994)
- 2008 : Wings of Heaven Live (live 2007/8)
- 2011 : Evolution (réenregistrements de titres tirés de Breath of Life à Into The Valley Of The Moonking + 2 inédits)
- 2013 : Live from Birmingham (live 1992)
- 2021 : Dance of the Black Tatto (Compilation comprenant 7 titres live et 2 titres inédit)